# Ödhof (Moosbach)

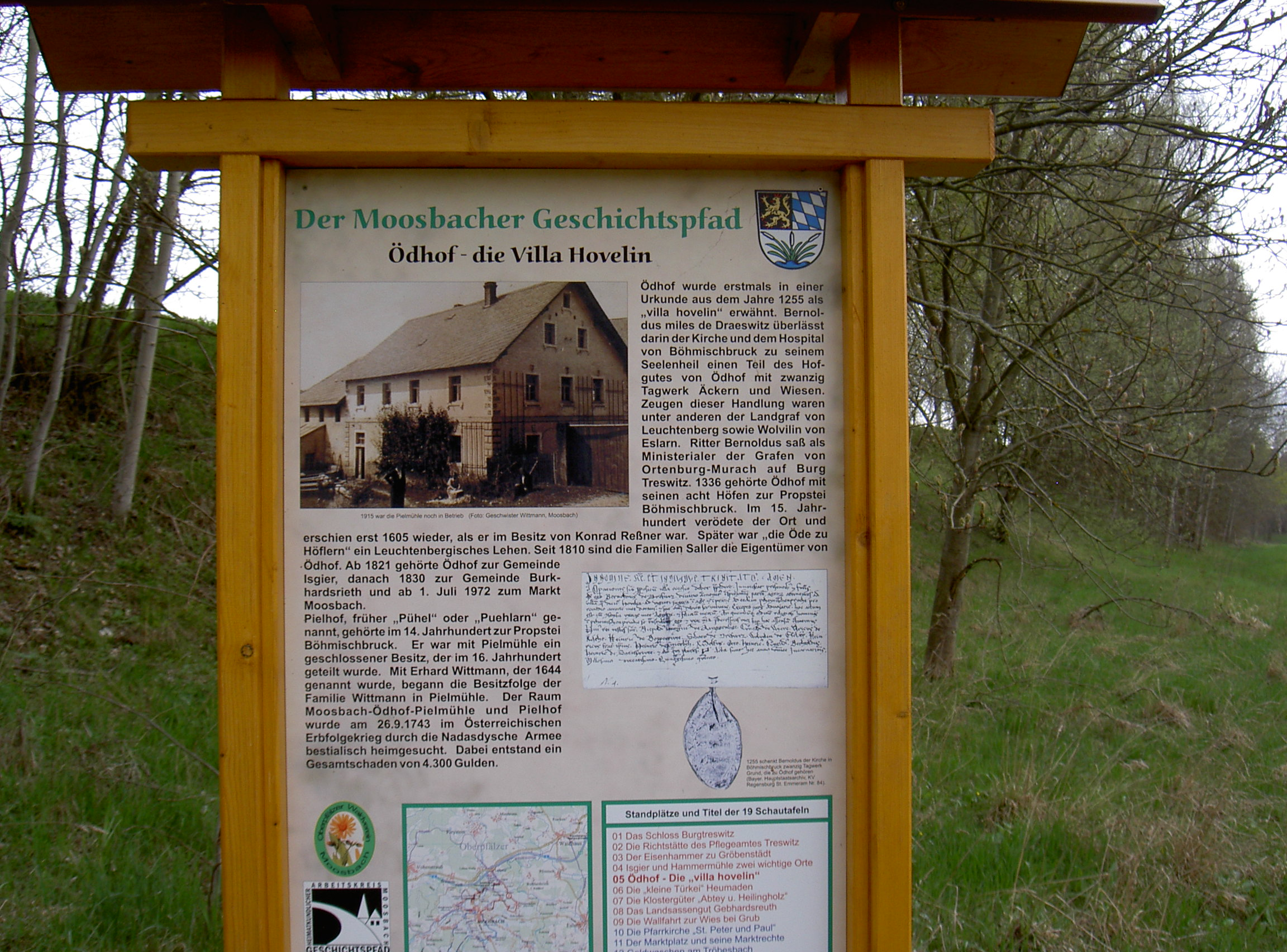
Ödhof Informationstafel

Ödhof ist ein Gemeindeteil des Marktes Moosbach im Oberpfälzer Landkreis Neustadt an der Waldnaab, Bayern.

## Geographische Lage
Die Einöde Ödhof liegt drei Kilometer nordöstlich von Moosbach.

## Geschichte
Erstmals wurde Ödhof im Jahr 1255 schriftlich erwähnt.
1336 war Ödhof mit ungefähr acht Höfen Teil der Propstei Böhmischbruck.
Im 16. Jahrhundert lag es öde und wurde 1593 als „Öd von Höfflern“ bezeichnet.
Die Öde zu Höflern gehörte zum leuchtenbergischen Lehen.
Im Jahr 1605 gab es in Ödhof wieder einen Hof.
1821 war Ödhof Teil der Gemeinde Isgier und mit dieser ab 1830 Teil von Burkhardsrieth.
Zum Markt Moosbach gehörte Ödhof ab dem 1. Juli 1972.
Zum Stichtag 23. März 1913 (Osterfest) wurde Ödhof als Teil der Pfarrei Moosbach mit zwei Häusern und 15 Einwohnern aufgeführt.
Am 31. Dezember 1990 hatte Ödhof acht Einwohner und gehörte zur Pfarrei Moosbach.